# 多環海龍屬
多環海龍屬，為輻鰭魚綱棘背魚目海龍科的其中一屬。

## 下属物种
- 白斑多環海龍（Hippichthys albomaculosus）
- 藍點多環海龍（Hippichthys cyanospilus）：又稱藍點海龍。
- 七角多環海龍（Hippichthys heptagonus）：又稱七角海龍、前鰭多環海龍。
- 小頭多環海龍（Hippichthys parvicarinatus）
- 筆狀多環海龍（Hippichthys penicillus）：又稱筆狀海龍。
- 帶紋多環海龍（Hippichthys spicifer）：又稱橫帶海龍。